# Дусметова, Лилия
Лилия Дусметова (узб. Liliya Dusmetova; род. 11 февраля 1981 года, Узбекская ССР) — легкоатлет Узбекистана, специализирующийся в метании копья. Участница XXVIII Летних Олимпийских игр, победитель Центральноазиатских игр, призёр Гран-при Азии по лёгкой атлетике.

## Карьера
С 1999 года начала принимать участие в международных соревнованиях. На Чемпионате Азии по лёгкой атлетике среди юниоров заняла седьмое место.
В 2002 году выиграла международный турнир памяти Гусмана Косанова в Алма-Ате (Казахстан), международные соревнования на призы Олимпийской чемпионки — Татьяны Колпаковой в Бишкеке, Кубок Узбекистана по лёгкой атлетике в Ташкенте.
В 2003 году на Центральноазиатских играх в Душанбе (Таджикистан) с результатом 50.21 метра завоевала золотую медаль. На Чемпионате Узбекистана также завоевала первое место.
В 2004 году на Летних Олимпийских играх в Афинах (Греция) метнула копьё на 52.46, но этого было не достаточно, чтобы пройти квалификацию и она завершила выступление на Олимпийских играх. В этом же году Лилия выиграла соревнования в Бишкеке, Алма-Ате и Ташкенте, а также заняла второе место в международных соревнованиях в Пусане (Республика Корея).
В 2005 году на международном турнире памяти Косанова в Алма-Ате с результатом 51.53 метра заняла первое место. На Чемпионате Азии по лёгкой атлетике в Инчхоне (Республика Корея) заняла четвёртое место с результатом 54.52 м.
В 2007 году в Бишкеке (Кыргызстан) на международном соревновании на призы Колпаковой в метании копья завоевала золотую медаль. На этапах Гран-при Азии по лёгкой атлетике завоевала серебряную и две бронзовые медали. Однако на Чемпионате Азии по лёгкой атлетике в Аммане (Иордания) снова заняла лишь четвёртое.
В 2008 году Лилия выиграла Кубок Узбекистана, но в Казахстане уже заняла лишь третье место. В 2009 году на международных соревнованиях в Ташкенте, Бишкеке и Алма-Ате заняла первое место. Однако на Чемпионате Азии по лёгкой атлетике в Гуанчжоу (Китай) по лёгкой атлетике снова её постигла неудача и она заняла лишь пятое место. В этом же году закончила спортивную карьеру.